# Lycoreus regalis
Lycoreus regalis es una especie de escarabajo del género Lycoreus, familia Elateridae. Fue descrita científicamente por Candèze en 1857.
Se distribuye por África Oriental: Madagascar. La especie mide aproximadamente 34 milímetros de longitud.

## Sinonimia
- Neolycoreus regalis (Candèze, 1857).[3]